# Саргодха (округ)
Саргодха (урду ضِلع سرگودها‎, англ. Sargodha District) — один из 36 округов пакистанской провинции Пенджаб. Административный центр — город Саргодха.

## География
Саргодха граничит с округами Чиниот и Джанг на юге, с округом Хушаб на западе, с округом Джелам на севере, с округами Манди-Бахауддин и Хафизабад на востоке.

## Техсилы
Саргодха занимает площадь 5854 км² и разделен на пять техсилов:
- Саргодха
- Бхалвал
- Шахпур
- Силанвали
- Кот-Момин